# Ladenburg

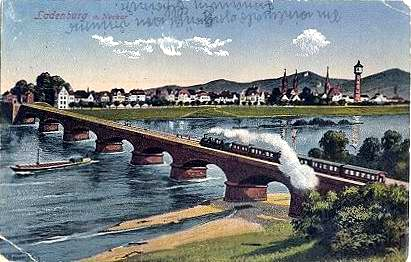
Ladenburg năm 1900.

Ladenburg là một thị xã ở huyện Rhein-Neckar, bang Baden-Württemberg, Đức. Đô thị này nằm bên hữu ngạn sông Neckar, 10 km về phía đông Mannheim, và 10 km về phía tây bắc Heidelberg.